# 戴碧蓉
戴碧蓉（1957年—），湖南汨罗人，汉族，中华人民共和国政治人物、第十二届全国人民代表大会湖南地区代表。
加入中国共产党。2013年，担任全国人大代表。